# Antoine-Marin Mélotte
Antoine-Marin Mélotte (ou Antoine-Marie Melotte) est un sculpteur belge, né à Liège le 5 septembre 1722, mort de dysentrie dans la même ville, le 5 octobre 1795.

## Biographie
Il y a peu de renseignements biographiques sur Antoine-Marin Mélotte. Il a d'abord suivi une carrière militaire. Il a été commissaire à Liège. Il semble avoir commencé l'étude des beaux-arts assez tard. Il a été l'élève de Simon Cognoulle.
Il s'est marié le 25 juillet 1742 avec Adélaïde De Wandre (morte le 18 septembre 1790), parente du sculpteur de ce nom. Une dispense a été accordée aux époux pour leur permettre de se marier car ils sont cousins.
Ses premiers essais de sculpture ont été la Bataille des Amazones d'après Rubens et la Bataille de César contre Pompée achevés en 1752. En 1757, pour M. Frankinet, riche négociant de Verviers, il sculpte en médaillon, le Passage de la mer Rouge et deux batailles de Josué combattant les Amalécites avec son pendant. Ces sculptures ont été présentées à l'Exposition de l'art ancien, à Liège, en 1881. On peut lire sur les rochers l'inscription Les Amalécites par A. Melotte capitaine et statuaire à Liège.
En 1761, il réalise une série de six bas-reliefs d'après les batailles d'Alexandre peintes par Charles Le Brun qui sont peut-être des copies de bas-reliefs du même sujet réalisés par Simon Cognoulle qui étaient passés en vente à l'Hôtel Drouot, en 1885. Elle est achetée en 1768 par l'impératrice de Russie Catherine II et placée dans un des palais impériaux de Saint-Pétersbourg. Elle fait partie des collections du musée de l'Ermitage.
Mélotte réalise une seconde série en 1772 représentant des scènes de la vie d'Alexandre d'après Charles Le Brun commandée par le prince-évêque de Liège François-Charles de Velbrück pour sa résidence de campagne de Seraing. Son neveu, Joseph-Romain (1745-1798), fils d'Anne-Catherine de Velbrück, sœur du prince-évêque, et de Lambert-Joseph de Marchant et d'Ansembourg, a été son légataire universel et a reçu ces bas-reliefs qui sont ensuite passés dans la famille d'Ansembourg. Ces bas-reliefs ont été acquis en 1967 par le musée archéologique de Liège et se trouvent au Grand Curtius.
Une autre série de trois bas-reliefs de grand format représentant la vie de sainte Barbe se trouve dans la collégiale Saint-Georges-et-Sainte-Ode d'Amay.
On lui doit une bonne sculpture de saint Roch pour l'église paroissiale Sainte-Aldegonde de Liège. La collégiale Saint-Barthélemy de Liège possède une sculpture de Vierge de douleurs signée « Melotte sculp. ».